# Karl Heimpl
Karl Heimpl (* 7. Jänner 1857 in Weyer-Land, Oberösterreich; † 20. Juli 1932 ebenda) war ein österreichischer Bauer und Politiker (CS). Heimpl war von 1902 bis 1918 Abgeordneter zum Oberösterreichischen Landtag und von 1918 bis 1919 Mitglied der Provisorischen Landesversammlung.

## Leben
Karl Heimpl wurde als Sohn von Michael und Anna Heimpl geboren und diente als Feuerwerker der Artillerie, wobei er an der Besetzung Bosniens teilnahm. Beruflich arbeitete sich Heimpl aus bescheidenen Verhältnissen zu einem angesehenen Landwirt empor, wobei er den Bauernhof Anger Nr. 7 in Weyer bewirtschaftete. Er heiratete 1886 Theresia Löffellechner († 1918) und nach dem Tode seiner Frau ein zweites Mal. Nach einer Fußverletzung, die er sich beim Flößen zugezogen hatte, blieb er behindert, was seine Arbeit stark erschwerte. Von 1902 bis 1932 war er Bürgermeister der Landgemeinde Weyer, wobei unter seiner Ägide der Bau des Versorgungshauses in Anger, die Errichtung des Gemeindegebäudes, der Volksschule sowie der Ennsbrücke in Kleinreifling fiel. Daneben war er Gründungsmitglied des Bauernbundes und Obmann der Raiffeisenkasse. 
Zwischen 1902 und 1918 war Heimpl Mitglied des Landtages für die Christlichsoziale Partei und anschließend Mitglied der Provisorischen Landesversammlung 1918/1919. Er vertrat vor allem die Interessen der Bergbauern und starb 1932 als ältester aktiver Bürgermeister Österreichs.

## Auszeichnungen
- Ehrenbürger von Weyer
- Ehrenzeichen für Verdienste um die Republik Österreich